# Caridina pedicultrata
Caridina pedicultrata е вид десетоного от семейство Atyidae.

## Разпространение
Видът е разпространен в Китай (Хунан).